# Oreiallagma acutum
Oreiallagma acutum là loài chuồn chuồn trong họ Coenagrionidae. Loài này được Ris mô tả khoa học đầu tiên năm 1918.